# Alter Neckar
Alter Neckar ist ein Naturschutzgebiet (NSG-Nummer 1.141) auf dem Gebiet der Gemeinde Altbach und der Stadt Esslingen im Landkreis Esslingen in Baden-Württemberg. Es wurde mit der  Verordnung des Regierungspräsidiums Stuttgart vom 6. April 1992 ausgewiesenes. Bereits mit Verordnung vom 2. Dezember 1985 war ein 16,0 ha großer Bereich unter Schutz gestellt worden.
Das 21,3 Hektar (ha) große Gebiet liegt auf 245 m über NN im dicht besiedelten Mittleren Neckartal, direkt südlich angrenzend an bebaute Ortsgebiete und an Industriegebiete (Kraftwerk Altbach) und gehört zu den Naturräumen der Stuttgarter Bucht und der Filder.
Das Gebiet umfasst einen Altarm des Neckars, die Ufergehölze, angrenzende Wiesen und Äcker, ungenutzte ehemalige Auffüllungen und Schuttflächen sowie Teile des Neckarkanal-Ufers.
Schutzzweck ist der Altarm des Neckars als seltenes Relikt früherer Flussgeschichte; außerdem handelt es sich um einen Brut- und Lebensraum sowie um ein Rückzugsgebiet für viele bedrohte Pflanzen- und Tierarten. Der Altarm entstand, als 1933/34 im Zuge des Flussausbaus die Neckarschlinge durchstochen und der Neckarkanal ausgebaggert wurde. Mit dem Aushub wurde nur ein Teil des ehemaligen Flusslaufs aufgefüllt.

## Flora und Fauna
Der Fischreichtum des Altarms mit Schlammpeitzger, Döbel, Rotfeder, Karpfen und weiteren 15 Arten ist attraktiv für Graureiher, Eisvogel und Rohrdommel. Die Schilfbestände an den Ufern sind unter anderem von Asseln, Spinnen und Grabwespen besiedelt, Hechte finden dort ihre Laichplätze. In den schattigen Uferbereichen brüten Pirol und Nachtigall. In dem schmalen Gürtel mit Hartholz- und Weichholzaue gibt es noch einige Relikte des ursprünglichen Auwaldes. Totholz wird vor Ort belassen und vielfältig von Insekten genutzt. Im Gebiet konnten 13 Libellenarten nachgewiesen werden. Ringelnattern, Rotwangenschildkröten, Bisamratten und Feldhasen wurden mehrfach gesichtet.